# Čestětín
Čestětín (německy Tschisotin) je malá vesnice, část obce Nečtiny v okrese Plzeň-sever v Plzeňském kraji. Nachází se asi 4,5 kilometru západně od Nečtin. Čestětín je také název katastrálního území o rozloze 3,26 km².

## Historie
První písemná zmínka o vesnici pochází z roku 1381.

## Obyvatelstvo
Při sčítání lidu v roce 1921 zde žilo 136 obyvatel (z toho 54 mužů) německé národnosti a římskokatolického vyznání. Podle sčítání lidu z roku 1930 měla vesnice 119 obyvatel s nezměněnou národnostní a náboženskou strukturou.
| Rok            | 1869 | 1880 | 1890 | 1900 | 1910 | 1921 | 1930 | 1950 | 1961 | 1970 | 1980 | 1991 | 2001 | 2011 | 2021 |
| -------------- | ---- | ---- | ---- | ---- | ---- | ---- | ---- | ---- | ---- | ---- | ---- | ---- | ---- | ---- | ---- |
| Počet obyvatel | 139  | 143  | 141  | 151  | 147  | 136  | 119  | 59   | 71   | 53   | 21   | 18   | 13   | 20   | 18   |
| Počet domů     | 20   | 23   | 23   | 23   | 23   | 23   | 23   | 23   | 23   | 11   | 8    | 17   | 19   | 18   | 17   |

## Obecní správa
Při sčítání lidu v letech 1869–1950 Čestětín byl samostatnou obcí, se kterým patřil nejprve do okresu Kralovice, ale v roce 1950 v okrese Plasy. Od roku 1960 je částí obce Nečtiny v okrese Plzeň-sever.

## Galerie

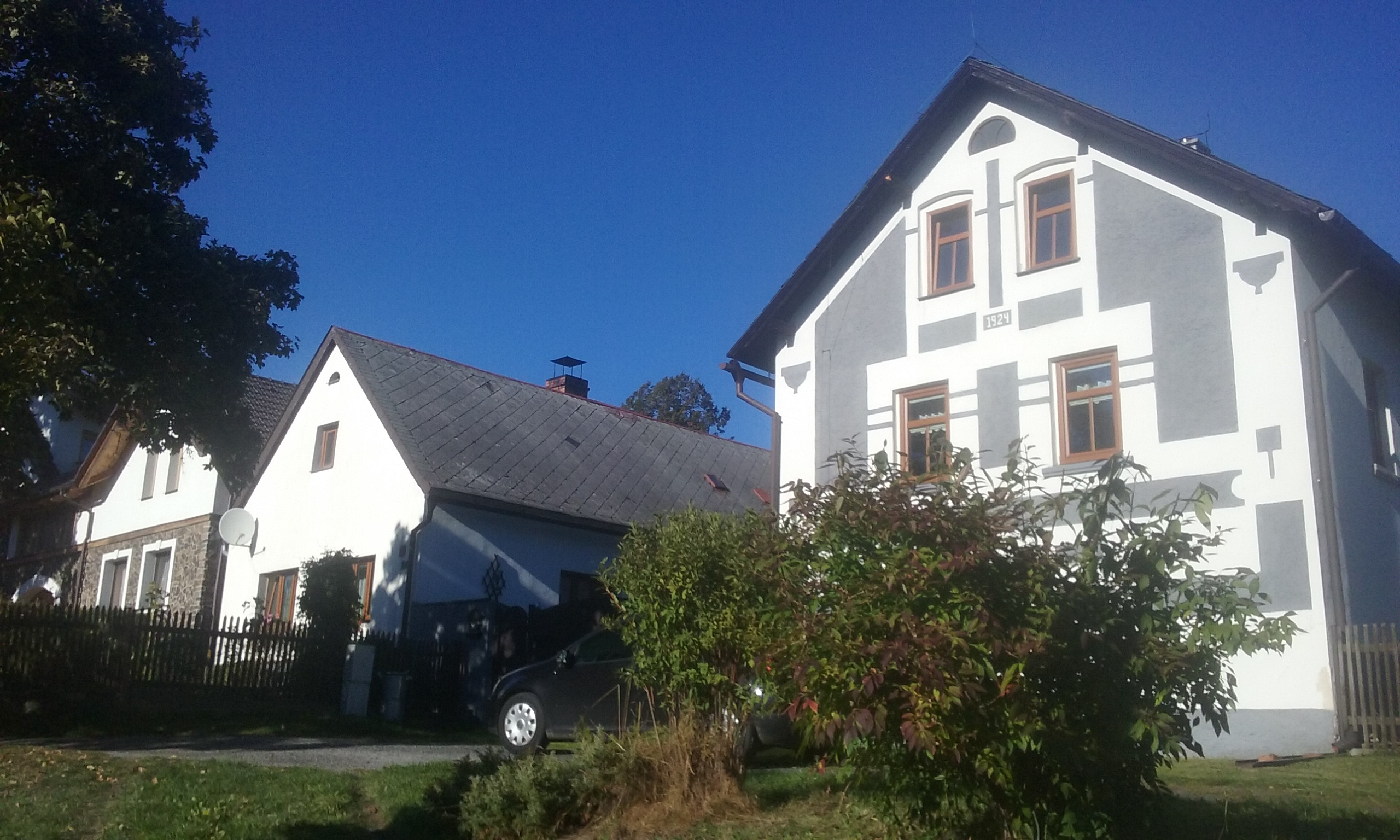
Dům na návsi
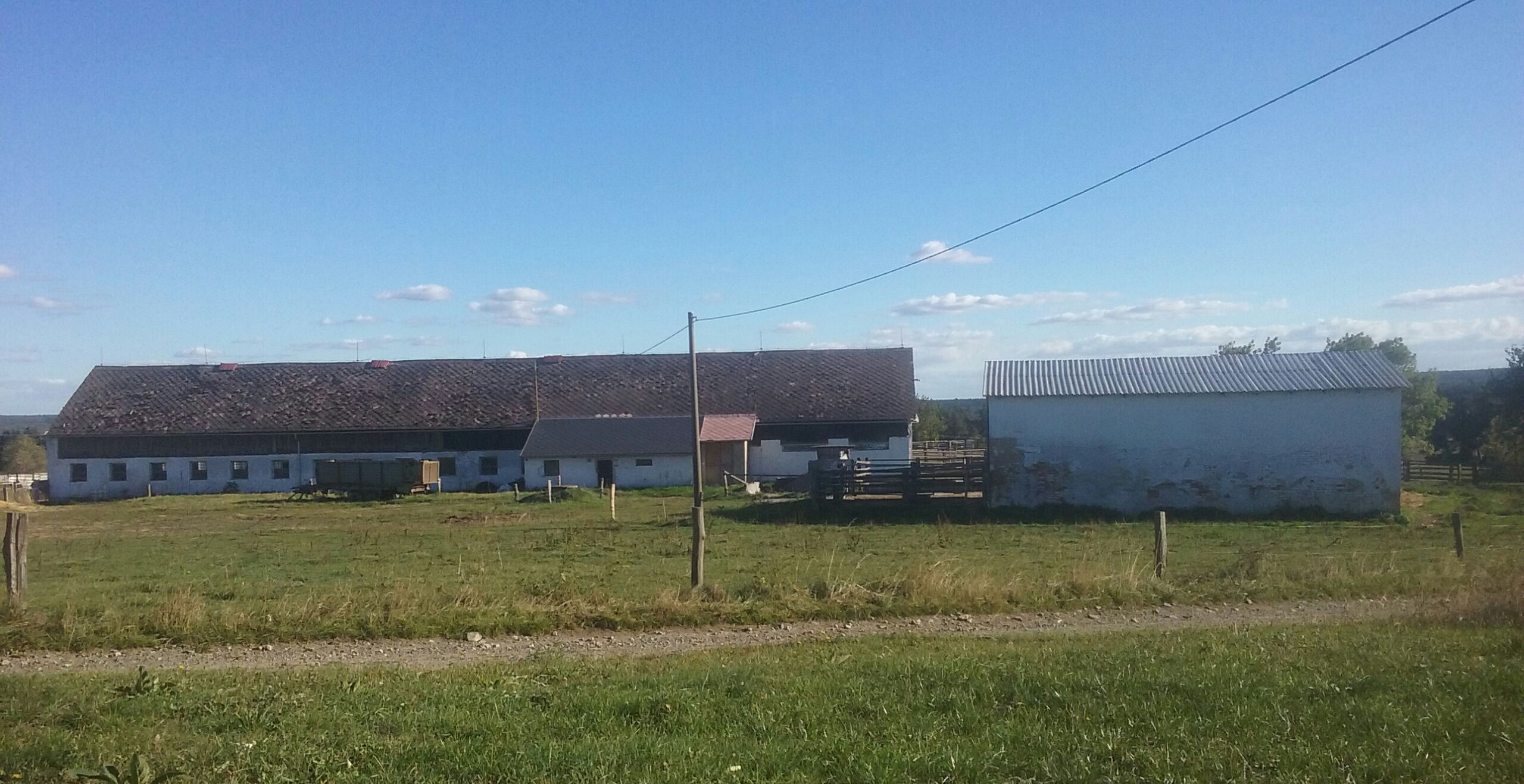
Družstvo
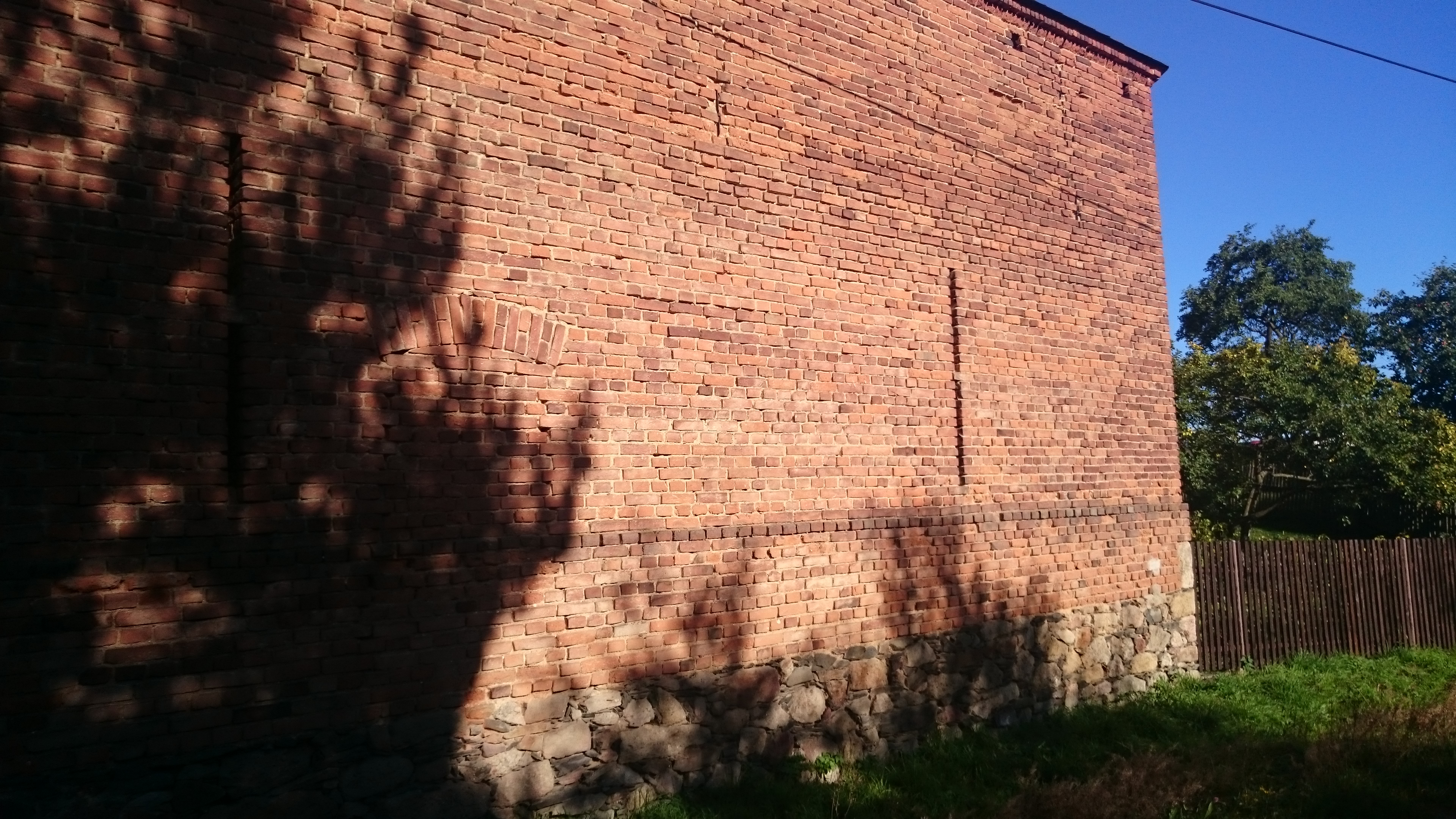
Stěna stodoly
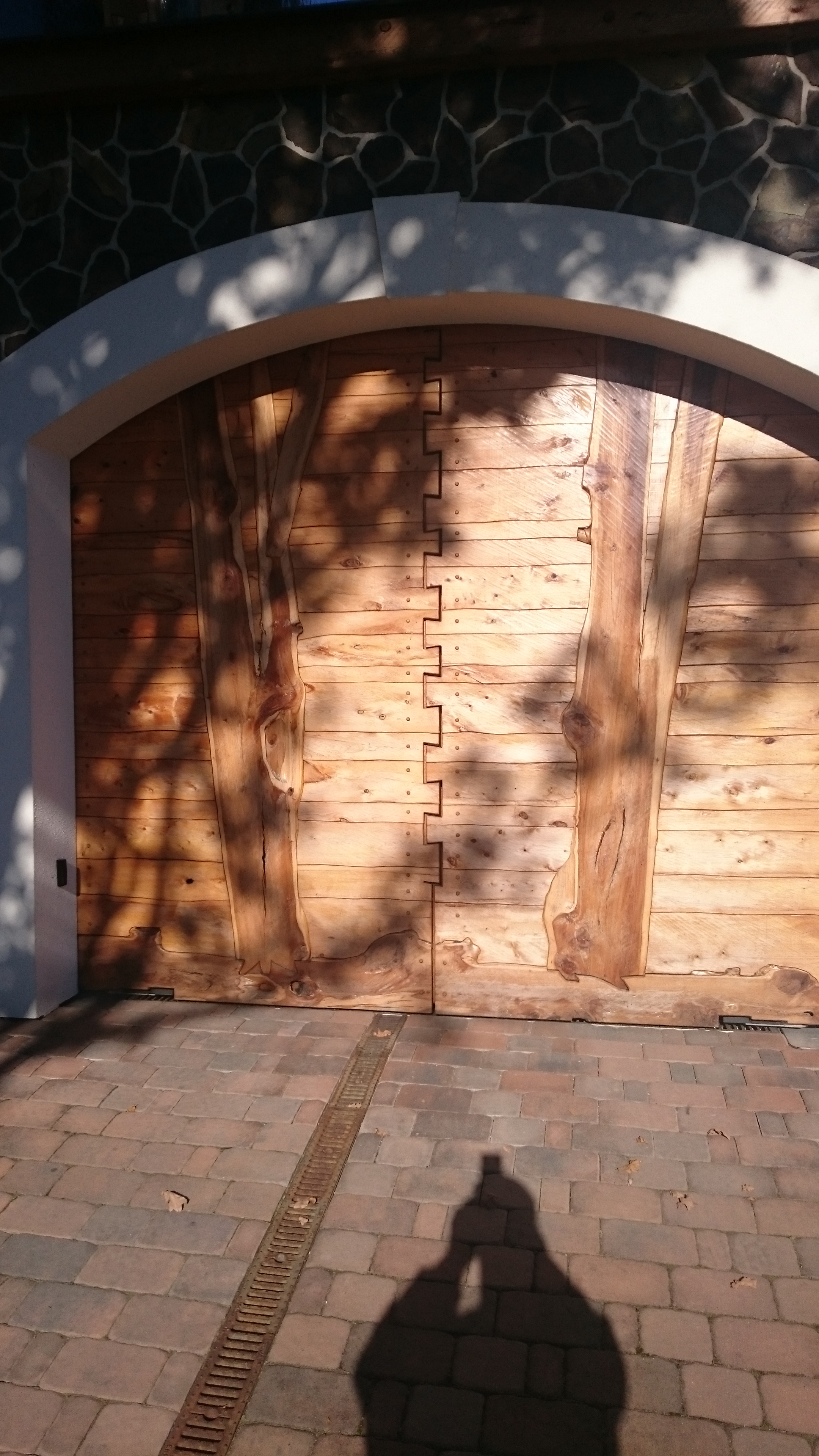
Dřevěná vrata